# Beaumetz
För andra betydelser, se Beaumetz (olika betydelser).
Beaumetz är en kommun i departementet Somme i regionen Hauts-de-France i norra Frankrike. Kommunen ligger i kantonen Bernaville som tillhör arrondissementet Amiens. År 2022 hade Beaumetz 217 invånare.

## Befolkningsutveckling
Antalet invånare i kommunen Beaumetz
| Referens: INSEE |